# Wang Liqin
Wang Liqin (chinesisch 王 勵勤 / 王 励勤, Pinyin Wáng Lìqín; * 18. Juni 1978 in Shanghai) ist ein ehemaliger chinesischer Tischtennisspieler. Er ist dreifacher Einzelweltmeister (2001, 2005, 2007) und gilt als einer der besten Tischtennisspieler überhaupt.

## Übersicht
Wang Liqin spielt, im Gegensatz zu vielen anderen chinesischen Top-Tischtennisspielern, den europäischen Shakehand-Stil. Er galt seinerzeit als nervenstärkster und bester Athlet unter den weltbesten Tischtennisspielern. Den Weltmeistertitel 2007 in Zagreb holte er sich nach 1:3 Satzrückstand und 1:7 Punkten im fünften Satz noch mit 4:3 Sätzen gegen Ma Lin. Er selbst bezeichnet dieses Finale als das größte Match seines Lebens.
2008 wurde er zusammen mit Ma Lin zum vierten Mal ununterbrochen Mannschaftsweltmeister.
1997 schloss sich Wang Liqin dem Bundesligaverein TTC Jülich an. Im September 2009 wurde er Assistenz-Direktor der Abteilung Tischtennis und Badminton von Shanghai.
Ende 2013 schied Wang Liqin aus der chinesischen Nationalmannschaft aus.
2018 wurde er Abgeordneter der PKKCV. Heute (2020) arbeitet er als Referatsleiter für Leistungssport im Sportverwaltungsamt Shanghai, zudem ist er Vizerektor der Sportakademie Shanghai und Vizepräsident des chinesischen Tischtennisverbandes.

## Erfolge

### Olympische Spiele
- 2008 in Peking: 3. Platz im Einzel, Olympiasieger mit der Mannschaft
- 2004 in Athen: 3. Platz im Einzel
- 2000 in Sydney: Olympiasieger im Doppel mit Yan Sen

### Weltmeisterschaften
- 2008 in Guangzhou: Weltmeister mit der Mannschaft
- 2007 in Zagreb: Weltmeister im Einzel, Vize-Weltmeister im Doppel mit Wang Hao und Weltmeister im Mixed mit Guo Yue
- 2006 in Bremen: Weltmeister mit der Mannschaft
- 2005 in Shanghai: Weltmeister im Einzel und im Mixed mit Guo Yue
- 2004 in Doha: Weltmeister mit der Mannschaft
- 2003 in Paris: Weltmeister im Doppel mit Yan Sen
- 2001 in Osaka: Weltmeister im Einzel, Doppel mit Yan Sen und mit der Mannschaft
- 2000 in Kuala Lumpur: Vize-Weltmeister mit der Mannschaft

### World Cup
- 2007: 3. Platz
- 2006: 3. Platz
- 2003: 3. Platz
- 2001: 2. Platz
- 2000: 3. Platz

### Asian Cup
- 1996: 2. Platz im Einzel

### Pro Tour Grand Final
- 2004: 1. Platz im Einzel
- 2000: 1. Platz im Einzel
- 1998: 1. Platz im Einzel

### Pro Tour
- 2010
  - Einzel (Qatar Open)
- 2006
  - Einzel (Qatar Open, Japan Open)
- 2005
  - Einzel (Qatar Open, Panasonic China Open, VW China Open)
- 2004
  - Einzel (China Open, Singapore Open, Korean Open)
- 2003
  - Einzel (German Open, Sweden Open)
- 2002
  - Einzel (China Open)
- 2001
  - Einzel (England Open, China Open, Sweden Open)
- 2000
  - Einzel (China Open, Japan Open, US Open, Danish Open)
- 1999
  - Einzel (Sweden Open)
- 1998
  - Einzel (Lebanon Open)

## Turnierergebnisse
| Verband | Veranstaltung                      | Jahr | Ort             | Land | Einzel        | Doppel        | Mixed         | Team |
| ------- | ---------------------------------- | ---- | --------------- | ---- | ------------- | ------------- | ------------- | ---- |
| CHN     | Asienmeisterschaft ATTU            | 2009 | Lucknow         | IND  | Halbfinale    | Silber        |               | 1    |
| CHN     | Asienmeisterschaft ATTU            | 2005 | Jeju-do         | KOR  | Gold          | Silber        | Gold          | 1    |
| CHN     | Asienmeisterschaft ATTU            | 2000 | Doha            | QAT  | Halbfinale    | Halbfinale    | Viertelfinale | 1    |
| CHN     | Asienmeisterschaft ATTU            | 1998 | Osaka           | JPN  | Gold          | Halbfinale    | Gold          | 1    |
| CHN     | Asian Cup                          | 1996 | New Delhi       | IND  | Silber        |               |               |      |
| CHN     | Asienspiele                        | 2002 | Busan           | KOR  | Gold          | Halbfinale    | Halbfinale    | 1    |
| CHN     | Asienspiele                        | 1998 | Bangkok         | THA  |               | Viertelfinale | Gold          | 1    |
| CHN     | Asienmeisterschaft ATTU (Junioren) | 1994 | Joetsu Niigata  | JPN  | Gold          |               |               |      |
| CHN     | Olympische Spiele                  | 2008 | Peking          | CHN  | Bronze        |               |               | 1    |
| CHN     | Olympische Spiele                  | 2004 | Athen           | GRE  | Bronze        |               |               |      |
| CHN     | Olympische Spiele                  | 2000 | Sydney          | AUS  | keine Teiln.  | Gold          |               |      |
| CHN     | Pro Tour                           | 2011 | Shenzen         | CHN  | Halbfinale    | Viertelfinale |               |      |
| CHN     | Pro Tour                           | 2011 | Dortmund        | GER  | Viertelfinale | Viertelfinale |               |      |
| CHN     | Pro Tour                           | 2011 | Dubai           | UAE  | Halbfinale    | Silber        |               |      |
| CHN     | Pro Tour                           | 2011 | Doha            | QAT  | letzte 16     | Gold          |               |      |
| CHN     | Pro Tour                           | 2011 | Sheffield       | ENG  | Halbfinale    | Halbfinale    |               |      |
| CHN     | Pro Tour                           | 2010 | Suzhou          | CHN  | Halbfinale    | Silber        |               |      |
| CHN     | Pro Tour                           | 2010 | Kuwait City     | KUW  | Viertelfinale | Silber        |               |      |
| CHN     | Pro Tour                           | 2010 | Doha            | QAT  | Gold          | Silber        |               |      |
| CHN     | Pro Tour                           | 2009 | Sheffield       | ENG  | letzte 64     | Gold          |               |      |
| CHN     | Pro Tour                           | 2009 | Tianjin         | CHN  | Halbfinale    | Silber        |               |      |
| CHN     | Pro Tour                           | 2009 | Su Zhou         | CHN  | Silber        | letzte 16     |               |      |
| CHN     | Pro Tour                           | 2009 | Doha            | QAT  | Halbfinale    | Silber        |               |      |
| CHN     | Pro Tour                           | 2009 | Kuwait City     | KUW  | letzte 16     | Halbfinale    |               |      |
| CHN     | Pro Tour                           | 2008 | Shanghai        | CHN  | letzte 16     | Gold          |               |      |
| CHN     | Pro Tour                           | 2008 | Singapur        | SIN  | letzte 32     | Viertelfinale |               |      |
| CHN     | Pro Tour                           | 2008 | Daejeon         | KOR  | letzte 16     | Gold          |               |      |
| CHN     | Pro Tour                           | 2008 | Yokohama        | JPN  | Halbfinale    |               |               | 1    |
| CHN     | Pro Tour                           | 2008 | Changchun       | CHN  | Silber        |               |               | 1    |
| CHN     | Pro Tour                           | 2008 | Doha            | QAT  | Halbfinale    | Halbfinale    |               |      |
| CHN     | Pro Tour                           | 2008 | Kuwait City     | KUW  | letzte 32     | Halbfinale    |               |      |
| CHN     | Pro Tour                           | 2007 | Stockholm       | SWE  | Halbfinale    | Halbfinale    |               |      |
| CHN     | Pro Tour                           | 2007 | Bremen          | GER  | Halbfinale    | Gold          |               |      |
| CHN     | Pro Tour                           | 2007 | Toulouse        | FRA  | Viertelfinale | Halbfinale    |               |      |
| CHN     | Pro Tour                           | 2007 | Shenzhen        | CHN  | Silber        |               |               |      |
| CHN     | Pro Tour                           | 2007 | Nanjing         | CHN  | Halbfinale    | Silber        |               |      |
| CHN     | Pro Tour                           | 2007 | Chiba           | JPN  | Halbfinale    | Gold          |               |      |
| CHN     | Pro Tour                           | 2007 | Salwa Cup       | KUW  | Halbfinale    | letzte 16     |               |      |
| CHN     | Pro Tour                           | 2007 | Doha            | QAT  | Silber        | Viertelfinale |               |      |
| CHN     | Pro Tour                           | 2007 | Velenje         | SVN  | Viertelfinale | Gold          |               |      |
| CHN     | Pro Tour                           | 2007 | Zagreb          | HRV  | letzte 16     | letzte 16     |               |      |
| CHN     | Pro Tour                           | 2006 | Yokohama        | JPN  | Gold          | Silber        |               |      |
| CHN     | Pro Tour                           | 2006 | Guangzhou       | CHN  | Silber        | Gold          |               |      |
| CHN     | Pro Tour                           | 2006 | Singapur        | SIN  | letzte 16     | Silber        |               |      |
| CHN     | Pro Tour                           | 2006 | Kunshan         | CHN  | Silber        | Gold          |               |      |
| CHN     | Pro Tour                           | 2006 | Kuwait City     | KUW  | Viertelfinale | Halbfinale    |               |      |
| CHN     | Pro Tour                           | 2006 | Doha            | QAT  | Gold          | Gold          |               |      |
| CHN     | Pro Tour                           | 2005 | Yokohama        | JPN  | letzte 32     | letzte 16     |               |      |
| CHN     | Pro Tour                           | 2005 | Shenzhen        | CHN  | Gold          | Gold          |               |      |
| CHN     | Pro Tour                           | 2005 | Harbin          | CHN  | Gold          | Halbfinale    |               |      |
| CHN     | Pro Tour                           | 2005 | Doha            | QAT  | Gold          |               |               |      |
| CHN     | Pro Tour                           | 2004 | Kobe            | JPN  | letzte 16     | Gold          |               |      |
| CHN     | Pro Tour                           | 2004 | Changchun       | CHN  | Gold          | Viertelfinale |               |      |
| CHN     | Pro Tour                           | 2004 | Wuxi            | CHN  | Halbfinale    | Halbfinale    |               |      |
| CHN     | Pro Tour                           | 2004 | Singapur        | SIN  | Gold          | Viertelfinale |               |      |
| CHN     | Pro Tour                           | 2004 | Pyeongchang     | KOR  | Gold          | letzte 16     |               |      |
| CHN     | Pro Tour                           | 2004 | Athen           | GRE  | Viertelfinale |               |               |      |
| CHN     | Pro Tour                           | 2003 | Malmö           | SWE  | Gold          | Viertelfinale |               |      |
| CHN     | Pro Tour                           | 2003 | Aarhus          | DEN  | Halbfinale    | Viertelfinale |               |      |
| CHN     | Pro Tour                           | 2003 | Bremen          | GER  | Gold          | Viertelfinale |               |      |
| CHN     | Pro Tour                           | 2003 | Kobe            | JPN  | Halbfinale    | Silber        |               |      |
| CHN     | Pro Tour                           | 2003 | Guangzhou       | CHN  | Halbfinale    | Halbfinale    |               |      |
| CHN     | Pro Tour                           | 2003 | Jeju-Si         | KOR  | Viertelfinale | Viertelfinale |               |      |
| CHN     | Pro Tour                           | 2003 | Croatia         | HRV  | Viertelfinale | Viertelfinale |               |      |
| CHN     | Pro Tour                           | 2002 | Farum           | DEN  | letzte 32     | Gold          |               |      |
| CHN     | Pro Tour                           | 2002 | Warschau        | POL  | Halbfinale    | Gold          |               |      |
| CHN     | Pro Tour                           | 2002 | Fort Lauderdale | USA  | letzte 32     | Halbfinale    |               |      |
| CHN     | Pro Tour                           | 2002 | Qingdao City    | CHN  | Gold          | Silber        |               |      |
| CHN     | Pro Tour                           | 2002 | Doha            | QAT  | Viertelfinale | Gold          |               |      |
| CHN     | Pro Tour                           | 2001 | Skövde          | SWE  | Gold          | Gold          |               |      |
| CHN     | Pro Tour                           | 2001 | Hainan          | CHN  | Gold          | Gold          |               |      |
| CHN     | Pro Tour                           | 2001 | Chatham         | ENG  | Gold          | letzte 16     |               |      |
| CHN     | Pro Tour                           | 2000 | Farum           | DEN  | Gold          | Silber        |               |      |
| CHN     | Pro Tour                           | 2000 | Rio de Janeiro  | BRA  | Halbfinale    | Silber        |               |      |
| CHN     | Pro Tour                           | 2000 | Fort Lauderdale | USA  | Gold          | Silber        |               |      |
| CHN     | Pro Tour                           | 2000 | Kobe City       | JPN  | Gold          | letzte 16     |               |      |
| CHN     | Pro Tour                           | 2000 | Chang Chun City | CHN  | Gold          | Gold          |               |      |
| CHN     | Pro Tour                           | 1999 | Karlskrona      | SWE  | Gold          | Halbfinale    |               |      |
| CHN     | Pro Tour                           | 1999 | Lievin          | FRA  | Silber        | Halbfinale    |               |      |
| CHN     | Pro Tour                           | 1999 | Linz/Wels       | AUT  | letzte 32     | Halbfinale    |               |      |
| CHN     | Pro Tour                           | 1999 | Bremen          | GER  | letzte 16     | Halbfinale    |               |      |
| CHN     | Pro Tour                           | 1999 | Kobe City       | JPN  | letzte 16     | Viertelfinale |               |      |
| CHN     | Pro Tour                           | 1999 | Guilin          | CHN  | Halbfinale    | Gold          |               |      |
| CHN     | Pro Tour                           | 1998 | Courmayeur      | ITA  | Scratched     | Halbfinale    |               |      |
| CHN     | Pro Tour                           | 1998 | Beirut          | LIB  | Gold          | Halbfinale    |               |      |
| CHN     | Pro Tour                           | 1998 | Ji' Nan City    | CHN  | Halbfinale    | Silber        |               |      |
| CHN     | Pro Tour                           | 1998 | Melbourne       | AUS  | Halbfinale    | Silber        |               |      |
| CHN     | Pro Tour                           | 1998 | Wakayama        | JPN  | Halbfinale    | Halbfinale    |               |      |
| CHN     | Pro Tour                           | 1998 | Kota Kinabalu   | MAS  | Viertelfinale | Silber        |               |      |
| CHN     | Pro Tour                           | 1998 | Doha            | QAT  | Viertelfinale | Gold          |               |      |
| CHN     | Pro Tour                           | 1997 | Lyon            | FRA  | Halbfinale    | Viertelfinale |               |      |
| CHN     | Pro Tour                           | 1997 | Kalmar          | SWE  | letzte 16     | Silber        |               |      |
| CHN     | Pro Tour                           | 1997 | Linz            | AUT  | letzte 32     | Halbfinale    |               |      |
| CHN     | Pro Tour                           | 1997 | Belgrad         | YUG  | Silber        | Gold          |               |      |
| CHN     | Pro Tour                           | 1997 | Zhuhai          | CHN  | letzte 32     | Silber        |               |      |
| CHN     | Pro Tour                           | 1997 | Chiba           | JPN  | Silber        | Gold          |               |      |
| CHN     | Pro Tour                           | 1997 | Fort Lauderdale | USA  | Halbfinale    | Viertelfinale |               |      |
| CHN     | Pro Tour                           | 1997 | Rio de Janeiro  | BRA  | letzte 32     | Silber        |               |      |
| CHN     | Pro Tour                           | 1996 | Boras           | SWE  |               | Viertelfinale |               |      |
| CHN     | Pro Tour                           | 1996 | Lyon            | FRA  |               | Gold          |               |      |
| CHN     | Pro Tour Grand Finals              | 2009 | Macau           | MAC  | Halbfinale    |               |               |      |
| CHN     | Pro Tour Grand Finals              | 2008 | Macao           | MAC  | Viertelfinale |               |               |      |
| CHN     | Pro Tour Grand Finals              | 2007 | Peking          | CHN  | Halbfinale    | Gold          |               |      |
| CHN     | Pro Tour Grand Finals              | 2006 | Hong-Kong       | HKG  | Viertelfinale |               |               |      |
| CHN     | Pro Tour Grand Finals              | 2005 | Fuzhou          | CHN  |               | Halbfinale    |               |      |
| CHN     | Pro Tour Grand Finals              | 2004 | Peking          | CHN  | Gold          |               |               |      |
| CHN     | Pro Tour Grand Finals              | 2003 | Guangzhou       | CHN  | letzte 16     |               |               |      |
| CHN     | Pro Tour Grand Finals              | 2002 | Stockholm       | SWE  | Viertelfinale | Halbfinale    |               |      |
| CHN     | Pro Tour Grand Finals              | 2001 | Hainan          | CHN  | Silber        | Viertelfinale |               |      |
| CHN     | Pro Tour Grand Finals              | 2000 | Kobe City       | JPN  | Gold          | Gold          |               |      |
| CHN     | Pro Tour Grand Finals              | 1999 | Sydney          | AUS  | letzte 16     | Halbfinale    |               |      |
| CHN     | Pro Tour Grand Finals              | 1998 | Paris           | FRA  | Gold          | Gold          |               |      |
| CHN     | Pro Tour Grand Finals              | 1997 | Hong Kong       | HKG  | Silber        | Halbfinale    |               |      |
| CHN     | Pro Tour Grand Finals              | 1996 | Tian Jin        | CHN  |               | Gold          |               |      |
| CHN     | Weltmeisterschaft                  | 2011 | Rotterdam       | NED  | Viertelfinale |               |               |      |
| CHN     | Weltmeisterschaft                  | 2009 | Yokohama        | JPN  | Silber        |               |               |      |
| CHN     | Weltmeisterschaft                  | 2008 | Guangzhou       | CHN  |               |               |               | 1    |
| CHN     | Weltmeisterschaft                  | 2007 | Zagreb          | HRV  | Gold          | Silber        | Gold          |      |
| CHN     | Weltmeisterschaft                  | 2006 | Bremen          | GER  |               |               |               | 1    |
| CHN     | Weltmeisterschaft                  | 2005 | Shanghai        | CHN  | Gold          | Halbfinale    | Gold          |      |
| CHN     | Weltmeisterschaft                  | 2004 | Doha            | QAT  |               |               |               | 1    |
| CHN     | Weltmeisterschaft                  | 2003 | Paris           | FRA  | Viertelfinale | Gold          | Viertelfinale |      |
| CHN     | Weltmeisterschaft                  | 2001 | Osaka           | JPN  | Gold          | Gold          | letzte 32     | 1    |
| CHN     | Weltmeisterschaft                  | 2000 | Kuala Lumpur    | MAS  |               |               |               | 2    |
| CHN     | Weltmeisterschaft                  | 1999 | Eindhoven       | NED  | letzte 32     | Silber        | Halbfinale    |      |
| CHN     | Weltmeisterschaft                  | 1997 | Manchester      | ENG  | letzte 16     | Viertelfinale | Halbfinale    |      |
| CHN     | World Cup                          | 2007 | Barcelona       | ESP  | 3. Platz      |               |               |      |
| CHN     | World Cup                          | 2006 | Paris           | FRA  | 3. Platz      |               |               |      |
| CHN     | World Cup                          | 2005 | Lüttich         | BEL  | 5.–8. Platz   |               |               |      |
| CHN     | World Cup                          | 2004 | Hangzhou        | CHN  | 9.–12. Platz  |               |               |      |
| CHN     | World Cup                          | 2003 | Jiangyin        | CHN  | 3. Platz      |               |               |      |
| CHN     | World Cup                          | 2002 | Jinan           | CHN  | 5.–8. Platz   |               |               |      |
| CHN     | World Cup                          | 2001 | Courmayeur      | ITA  | Silber        |               |               |      |
| CHN     | World Cup                          | 2000 | Yangzhou        | CHN  | 3             |               |               |      |
| CHN     | World Cup                          | 1999 | Xiaolan         | 0    | 9.–12. Platz  |               |               |      |
| CHN     | WTC-World Team Cup                 | 2007 | Magdeburg       | GER  |               |               |               | 1    |